# 항구 무정
"항구 무정"은 한국에서 제작된 정진우 감독의 1970년 영화이다. 김지미 등이 주연으로 출연하였고 우기동 등이 제작에 참여하였다.

## 출연

### 주연
- 김지미
- 박노식
- 남정임
- 황해

## 기타
- 조명: 강용신
- 미술: 송백규